# Tootsi
Tootsi (en estonien : Tootsi alevvald) est un bourg et une collectivité territoriale (Alevvald) situé dans le comté de Pärnu en Estonie. Tootsi s'étend sur 1,9 km2

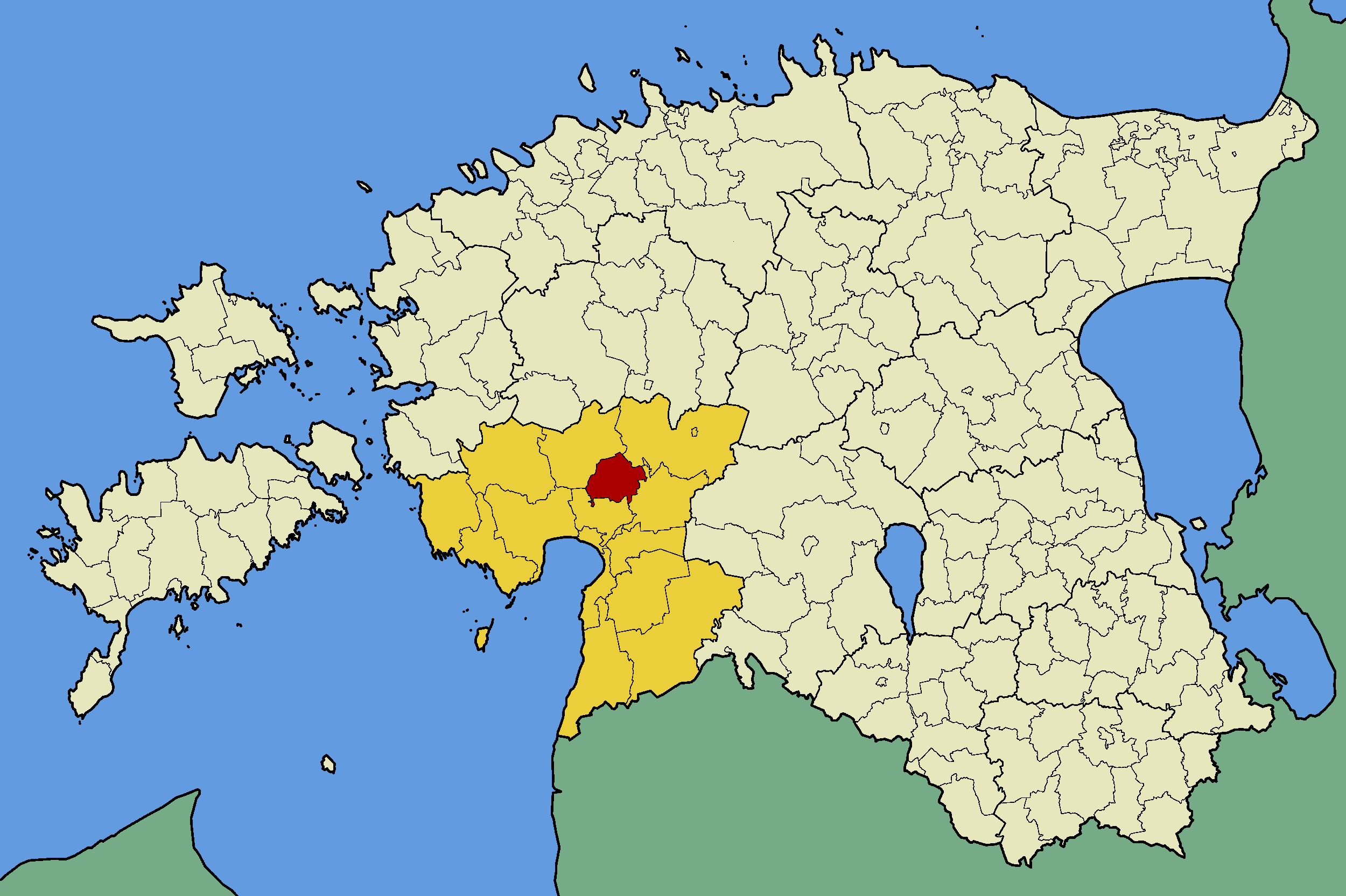
Commune de Tootsi (en rouge) dans le comté de Pärnu (en jaune).

et comptait 698 habitants au 1er janvier 2012.